# Furcifer viridis
Espèce
Statut de conservation UICN

 LC  : Préoccupation mineure
Furcifer viridis est une espèce de sauriens de la famille des Chamaeleonidae.

## Répartition
Cette espèce est endémique de Madagascar.

## Publication originale
- Florio, Ingram, Rakotondravony, Louis & Raxworthy, 2012 : Detecting cryptic speciation in the widespread and morphologically conservative carpet chameleon (Furcifer lateralis) of Madagascar. Journal of Evolutionary Biology, vol. 25, p. 1399–1414.